# Bruno Gattai
Bruno Gattai (Milano, 18 gennaio 1959) è un avvocato, ex sciatore alpino e telecronista sportivo italiano.

## Biografia
È figlio del dirigente sportivo ed ex presidente CONI Arrigo.

### Carriera sciistica
Atleta promettente, nel 1978 vinse a San Sicario i Campionati italiani 1978 nella discesa libera, davanti a Franco Marconi e Johnny Vicari; terminò precocemente la carriera a causa di un grave infortunio. Non prese parte a rassegne olimpiche né ottenne piazzamenti in Coppa del Mondo o ai Campionati mondiali.

### Carriera giornalistica
Dopo il ritiro dall'attività agonistica si laurea in giurisprudenza, consegue la professione all'esercizio legale, e si dedica al giornalismo, commentando per Telemontecarlo quattro edizioni dei Giochi olimpici invernali (da Sarajevo 1984 a Lillehammer 1994) e, in seguito, le gare della Coppa del Mondo e dei Campionati mondiali di sci alpino negli anni caratterizzati dalla popolarità e dalle vittorie di campioni come Deborah Compagnoni e Alberto Tomba. Nel 1997, anno in cui Mediaset acquisì i diritti televisivi della Coppa del Mondo al posto della Rai e di Tmc, commentò le gare su Italia 1 e Rete 4 fino al 2000, quando si ritirò dall'attività giornalistica.

### Carriera legale
Dal 2000 si dedica completamente alla professione di avvocato, inizialmente presso lo studio Dewey & LeBoeuf di Milano. Nel 2008, assieme a Marco Consonni e Iacopo Destri ha guidato la difesa internazionale nei diversi gradi di giudizio di Oscar Pistorius. A dicembre 2012, insieme a Luca Minoli, ha fondato a Milano lo studio Gattai, Minoli & Partners.

## Palmarès

### Campionati italiani
- 1 medaglia[5]:
  - 1 oro (discesa libera nel 1978)